# Bacotia sepium
Bacotia sepium är en fjärilsart som beskrevs av Adolph Speyer 1846. Bacotia sepium ingår i släktet Bacotia och familjen säckspinnare. Inga underarter finns listade i Catalogue of Life.